# Et ord om AIDS
Et ord om AIDS er en dansk dokumentarfilm fra 1986 instrueret af Jørgen Bonfils.

## Handling
Hvad vil det sige, at immunforsvaret ødelægges? Hvordan smitter sygdommen? Hvem er i risikogruppen? Hvordan beskytter man sig bedst? Hvad sker der, hvis man er blevet smittet? Denne oplysningsfilm besvarer disse spørgsmål og kommer desuden ind på forskellige holdninger til homoseksualitet.